# Strömungsnetz

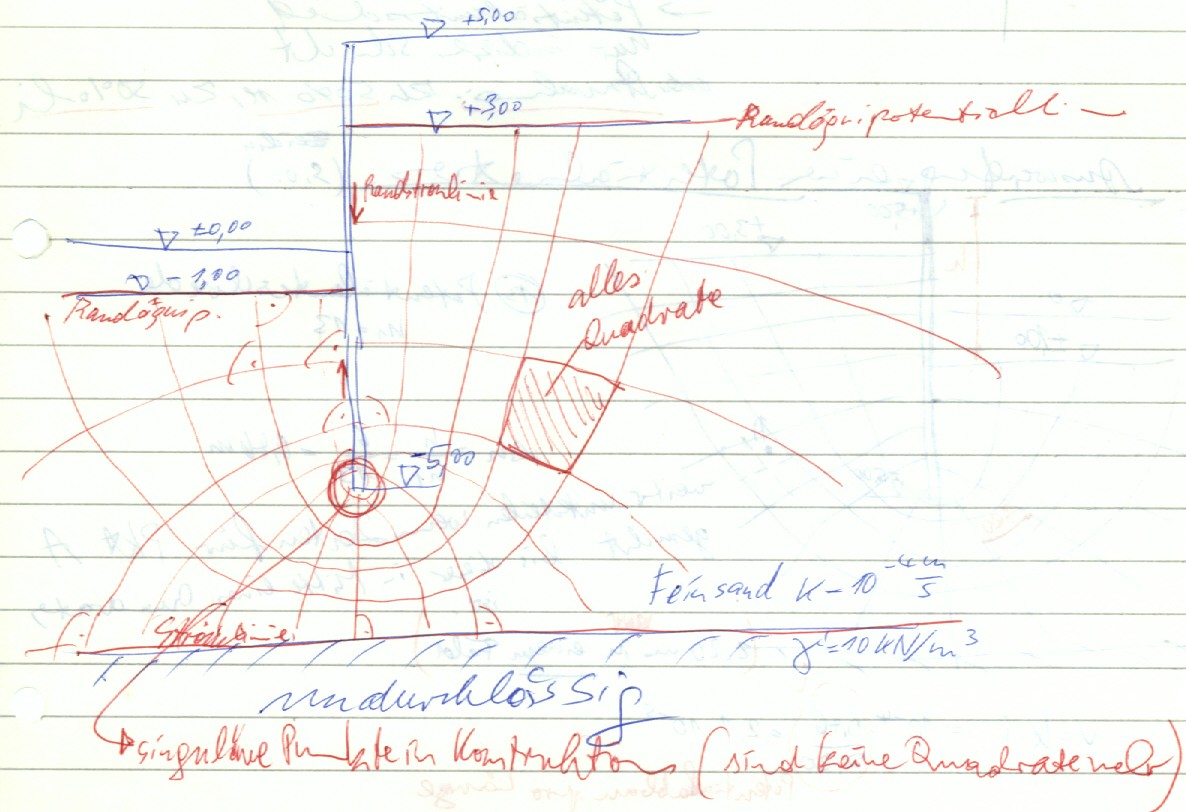
Handgezeichnetes Strömungsnetz bei einem Geländesprung

Mit einem Strömungsnetz – auch Potenzialnetz bzw. Potentialnetz genannt – stellt man graphisch eine Sickerströmung im Boden mit Stromlinien und Potentiallinien zweidimensional dar.
Strömungslinien und Potentiallinien, die beide gekrümmt sein können, schneiden sich immer im rechten Winkel zueinander. Das auch Stromliniennetz oder Potentialliniennetz genannte Netz besteht aus kleinen rechtwinkligen, krummlinig berandeten quadratähnlichen Maschen, die allmählich ihre Größe ändern können. Eine abnehmende Maschengröße zeigt eine Zunahme der Sickergeschwindigkeit an.
Im Strömungsnetz verbinden die Potentiallinien die Punkte mit gleichem Potential, das heißt in diesem Fall gleicher Standrohrspiegelhöhe. Die Stromlinien stellen die Richtung der Strömung dar, die Stromfäden. In jedem Stromfaden ist die durchströmende Wassermenge gleich.
Die Potentiallinien haben untereinander gleichen Abstand, solange die Durchlässigkeit gleich ist. Bei geringerer Durchlässigkeit wird der Abstand der Potentiallinien kleiner und umgekehrt.
Die Potentiallinien schneiden nicht nur die Strömungslinien im rechten Winkel, sie stehen auch senkrecht auf undurchlässigen Rändern.
Ein Strömungsnetz wird gebraucht, um eine Sickerströmung durch einen Damm, einen Deich, entlang einer Böschung oder unter einem Wehr, durch eine Baugrube oder die Grundwasserströmung zu einem Brunnen hin zu berechnen. Man erhält im Resultat die durchsickernde Wassermenge und die Porenwasserdrücke, die Standrohrspiegelhöhen an verschiedenen Punkten, und kann daraus den Sohlenwasserdruck berechnen. Der hydraulische Gradient ist der Potentialunterschied zwischen zwei Potentiallinien bezogen auf deren Abstand. Er darf im durchsickerten Boden nicht zu groß werden, da es sonst Böschungsbruch oder sonstige bautechnische Schäden geben kann. Man kann den Gradienten vermindern, indem man den Sickerweg verlängert und so den Abstand der Potentiallinien vergrößert.
Zum Zeichnen eines Strömungsnetzes braucht man einige Geschicklichkeit. Die Potentiale lassen sich aber auch mit der Finite-Elemente-Methode recht gut berechnen. Der Berechnung liegen die Potentialtheorie, das Gesetz von Darcy und die Laplace’sche Differentialgleichung zugrunde. Auch die Potentiallinen und die Gradienten kann man gut berechnen und darstellen. Die Ermittlung von Stromlinien ist ein wesentlich größeres rechentechnisches Problem.
Die Konstruktion von Strömungsnetzen geht auf Philipp Forchheimer zurück.